# 厦门市内厝中学
厦门市内厝中学，又名厦门市第一中学翔安分校，曾用名福建省同安第十九中学，建于1993年，是中华人民共和国福建省厦门市翔安区的完全中学。

## 学校荣誉
2006年，福建省三级达标高中
2014年，福建省二级达标高中